# Solenobia clathrella
Solenobia clathrella är en fjärilsart som beskrevs av Fischer Von Röslerstamm 1837. Solenobia clathrella ingår i släktet Solenobia och familjen säckspinnare. Inga underarter finns listade i Catalogue of Life.